# Cachoeira de Goiás
Cachoeira de Goiás är en kommun i Brasilien.   Den ligger i delstaten Goiás, i den centrala delen av landet, 300 km väster om huvudstaden Brasília. Antalet invånare är 1 417.
Omgivningarna runt Cachoeira de Goiás är huvudsakligen savann. Runt Cachoeira de Goiás är det mycket glesbefolkat, med 3 invånare per kvadratkilometer.